# Perilitus aethiopoides
Perilitus aethiopoides är en stekelart som först beskrevs av Loan 1975.  Perilitus aethiopoides ingår i släktet Perilitus och familjen bracksteklar. Arten är reproducerande i Sverige. Inga underarter finns listade i Catalogue of Life.